# Roll Over Beethoven
Roll Over Beethoven è un brano musicale di Chuck Berry originariamente pubblicato nel singolo Roll Over Beethoven/Drifting Heart dalla Chess Records nel 1956.

## Il brano
Il testo della canzone esprime la volontà del rock and roll e del rhythm and blues di rimpiazzare la musica classica. Il brano, uno dei più celebri tra quelli composti da Berry, è stato reinterpretato da molti artisti ed è stato inserito alla posizione numero 97 nella "classifica delle 500 migliori canzoni di sempre" redatta dalla rivista Rolling Stone.

### Ispirazione e testo
Secondo Rolling Stone e Cub Koda di AllMusic, Berry scrisse la canzone in risposta a sua sorella Lucy che occupava sempre il pianoforte di famiglia per suonare brani di musica classica quando Berry cercava di scrivere suoi nuovi pezzi di rock and roll.
Oltre ai compositori classici Beethoven e Tchaikovsky, nel testo della canzone vengono menzionati (o si fa allusione a loro) diversi altri artisti popolari. Early in the Mornin' è il titolo di una canzone di Louis Jordan, e Blue Suede Shoes è una ovvia citazione dell'omonimo brano di Carl Perkins.

### Pubblicazione
Roll Over Beethoven venne pubblicata su singolo dalla Chess Records nel maggio 1956 con Drifting Heart come B-side.
In seguito, si sono succedute molte altre pubblicazioni della canzone su vari album raccolta o compilation.

## Cover
Roll Over Beethoven è una delle canzoni più reinterpretate della storia della musica popolare; tra i tanti artisti che hanno fatto oggetto di cover la canzone citiamo: Jerry Lee Lewis, Electric Light Orchestra, Mountain, Ten Years After, Raul Seixas, Leon Russell, Status Quo, The Beatles, The Rolling Stones, The Byrds, The 13th Floor Elevators, The Sonics, Wes Paul, Gene Vincent, Quartz, Uriah Heep, Kickhunter, Johnny Rivers, Meat Loaf, Iron Maiden e Paul Shaffer e la sua The World's Most Dangerous Band, Matthew Lee.